# 신성한, 이혼 (드라마)
《신성한, 이혼》은 2023년 3월 4일부터 2023년 4월 9일까지 방송되었던 JTBC 토일 드라마로 강태경 작가의 동명 웹툰을 원작으로 삼아 드라마로 극화한 작품이다.

## 기획 의도
이혼 전문 변호사의 파란만장한 이야기를 그린 작품으로, '이혼'이라는 삶의 험난한 길 한복판에 선 이들의 이야기

## 제작진

### 제작사
- SLL
- 하이그라운드
- 글뫼

### 제작
- 정회석
- 정윤홍
- 김성민

### 극본
- 유영아

### 연출
- 이재훈
- 임준혁

## 등장 인물

### 주요 인물
- 조승우 : 신성한 역 - 42세, 이혼 전문 변호사.

유복한 환경에 명석한 두뇌까지 겸비한 그가 피아니스트의 길을 걷기로 결정한 것은 어렵지 않은 일이었다. 더할 나위 없이 행복했다. 서른 중반의 어느 날, 그 일이 있기 전까지. 그 길로 사법고시 공부를 시작했다. 쉽지 않았다. 끝내 합격을 따냈고 변호사 사무실을 개업했다. 밑도 끝도 없이 이혼 소송만 수임하며 달려온 것이 어언 2년이 되어간다. 머지않아 그토록 마주하고 싶었던 사람을 찾아가 단 한 번도 잊어본 적 없었던 질문을 던질 것이다.
- 한혜진 : 이서진 역 - 39세, 기상캐스터 출신 라디오 디제이.

한결같이 아름다운 사람. 청취자들의 영원한 베스트 프렌드. 그러나 그 이면에는 남편의 정서적 학대 아래 견디고 삼켜야 하는 지옥 같은 날들이 있었다. 그 때 한 남자를 알게 되었다. 그러나 그 끝은.. 역시 지옥이었다. 남편은 보란 듯이 이혼을 요구했다. 정말 반가운 일이다. 하지만 아들 현우만큼은 절대 포기할 수 없다. 그렇게 신성한 변호사를 찾아갔고 '잘' 이혼하게 됐다. 그 때는 몰랐다. 유능한 변호사 신성한과 질리도록 얼굴 보고 지내게 될 줄.
- 김성균 : 장형근 역 - 42세, 신성한 변호사 사무실 사무장.

신성한의 중학교 친구. 2년째 고민 중이다. 사랑이란 도대체 뭔가. 성한의 변호사 사무실에서 사무장 일을 하게 된 건 순수하게 형근의 의지였다. 잇따른 이슈들로 고요하던 사무실은 일복이 터졌고 그 즈음 너무도 사랑했던 사람에게 연락이 왔다. 예기치도 못했던 제대로 된 이별 통보를 받았다. 황폐한 가슴에 찬바람이 스치우는 것도 잠시, 누군가 자꾸만 마음의 문을 두드린다.
- 정문성 : 조정식 역 - 42세, '조정식부동산' 사장.

신성한과 장형근의 중학교 친구. 안 해 본 일이 없다. 중요한 건 죄다 말아먹었다는 것이다. 이유는 잘 모르겠다. 효도하는 마음으로 따 놓은 공인중개사자격증이 빛을 발할 줄 몰랐다. 성한은 정식에게 건물 1층에서 제일 목 좋은 곳을 내주었다. 그곳에서 자신의 이름과 자신의 얼굴을 새겨 놓고 부동산을 시작했다. 천직이었다. 철 없지, 돈 없지, 애인 없지. 대출 빚 말고는 있는 게 없는 남자. 그런데도 묘하게 미워할 수 없는 매력의 소유자.

### 주변 인물
- 강말금 : 김소연 역 - 41세, 라면집 할머니 막내딸.

'서초동 라면집'을 운영하는 엄마가 늘 걱정이다. 제발 그만두라고 사정을 해도 집에 있으면 답답하고 어쩌고... 그 멘트 중 젤 기억에 남는 건, 가게를 닫으면 불쌍한 아저씨 셋이 걱정이라고 했다. 그러다 결국 허리를 삐끗해서 가게를 닫게 된 소연의 엄마. 급한 김에 대신 가게 문을 열었다. 그리고 만나게 됐다. 불쌍한 아저씨 세 명을. 그런데 한 명이.. 애매하다. 생긴 건 딱 소연 스타일인데 철벽을 어찌나 치는지. 괜한 오기가 생긴다.
- 전배수 : 박유석 역 - 48세, 금화로펌 파트너 변호사.

자신의 이익을 위해서라면 수단과 방법을 가리지 않는 사람. 업계 내에서의 안 좋은 소문 역시 파다해져 별산제 형태로 독립했다. 욕심이 많은 그는 이 정도로 만족할 수 없었다. 그즈음 아무도 맡지 않으려 하는 소송에 대한 소문을 들었고 직감했다. 이건 큰 건이다. 어려울 게 없는 소송이었다. 하지만, 패소했다. '금화로펌'의 파트너 변호사 자리가 걸린 달콤한 제안 덕분이었다. 모든 일이 잘 풀리는 걸 보니 신은 내 편인가 싶기까지 하다.
- 차화연 : 마금희 역 - 60대 중반, 대남전자 사모님. 주화의 시어머니.

무남독녀였던 마여사를 몹시도 아꼈던 부친은 똑똑하고 욕심이 없는 사윗감을 고르고 골랐다. 지금의 남편 서회장이 그런 사위는 맞다. 하지만 다른 쪽으로 욕심이 많았다. 수많은.. 여자들. 그리고 그 부분을 똑 닮은 아들 서정국. 그들을 보는 게 괴로워 하와이로 떠났고 ‘그 일’ 이후로는 더더욱 한국으로 올 생각이 없었다. 그러던 중, 성한의 승소 뉴스를 보게 된다. 그 길로 귀국했고 바로 성한을 찾았다.
- 노수산나 : 진영주 역 - 40세, 서정국의 아내

대남전자의 큰며느리 자리를 빼앗았다. 전처가 그렇게 된 것은 유감이다. 남편이 또 바람을 피워서 안주인 자리를 빼앗길까 봐 신경 쓰인다. 제일 신경 쓰이는 건, 시어머니다. 마여사가 하와이로 떠난 뒤에야 숨통이 좀 트이는 것 같았다. 그러나 요즘 너무 불안하다. 마여사가 귀국했다. 왜 하필 신성한과 저토록 가깝게 지내는 걸까. 너무너무... 불안하다.
- 김태향 : 서정국 역 - 43세, 대남전자 사장. 주화의 전남편.

영주와의 미련을 버리지 못하고 전처를 버렸다. 아이까지 데려올 생각은 없었는데.. 영주의 너무나도 강력한 요구였다. 양육권을 가지고 오기 위해 전처의 변호사와 딜을 했다. 그리고, 승소했다. 그러나 요즘은 그다지 행복하지 못하다. 자꾸만 성한이 눈에 걸린다. 불쾌하다. 사실 두렵다. 정국의 뭔가... 큰 것을 무너뜨릴 것만 같은 불안함이 몰려온다.
- 유주혜 : 방호영 역 - 37세, 라디오 피디.

지금 현 생활에 만족도 높은 1인. 좋은 직장, 좋아하는 일을 하고 있으니 직장생활이 매우 행복하기 그지없다. 동시간대 청취율 1위를 자랑하는 프로그램까지.. 그러나 진행자 이서진의 사건으로 난감해졌다. 별 다른 고민 없이 함께 하차했다. 호영은 서진을 이대로 보낼 수는 없다. 갚아야 할 은혜가 있다. 면접 날 온몸으로 촌스러움을 뽐내는 호영을 메이크오버 시켜줬던 은인, 서진. 호영은 다짐한다. 이서진 선배를 꼭 복귀시키고 말 것이다.
- 한은성 : 최준 역 - 30세, 신성한 변호사 사무실 신입 변호사.

로스쿨을 우수한 성적으로 졸업했다. 최고의 로펌 ‘금화로펌’에서 6개월 연수도 받았다. 당연히 금화에서 일을 시작하면 되는데! 신성한에게 왔다. 성한은 금화 출신이라 거절했지만 사무장이 받아줬다. 타이밍 좋게 사무실이 바빠졌기 때문이다. 사실, 금화에서 근무하면서 성한의 사연을 들었었다. 궁금했었는데.. 가까이서 보고 지낸 성한은 예상과는 좀 다른 것 같다. 뭔가 좀 더.. 사람 냄새 난달까?

### 그 외 인물
- 이은재 : 유새봄 역 - 신성한 변호사 사무실 직원.
- 공현지 : 신주화 역 † - 성한의 여동생. 정국의 전 부인. 기영의 어머니.
- 이호재 : 서창진 역 - 금희의 남편. 대남전자 회장.
- 김준의 : 서기영 역 - 정국과 주화의 아들. 성한의 외조카. 하율의 이복 오빠.
- 강혜원 : 서하율 역 - 정국과 영주의 딸. 기영의 이복 동생.
- 김광식 : 정 기사 역 - 대남전자 집안의 운전기사. 서기영을 주로 담당했다.
- 김민상 : 송 변호사 역 - 서창진 회장과 대남전자 변호인단 대표 변호사.
- 이수빈 : 박채린 역 (2화) - 신성한의 제자. 피아니스트. 병원에서 음악회 봉사를 하는 연주자.
- 오순태 : 지은의 동거남 역 (5화) - 형근의 아내인 지은과 현재 동거 중. 지은이 임신한 아이의 아버지.
- 조영미 : 가사 도우미 역 (6, 7, 12화) - 대남전자 집안의 가사 도우미.
- 배영란 : 박 기사 역 (11, 12화) - 진영주가 고용한 서기영의 새로운 운전기사.

### 사건별 관련 인물

#### 첫 번째 의뢰
- 박정표 : 강희섭 역 - 서진의 남편. 현우의 아버지.
- 장선율 : 강현우 역 - 서진과 희섭의 아들.

#### 두 번째 의뢰
- 황정민 : 박애란 역 - 을분의 며느리. 병철의 아내. 미영, 미소의 어머니.
- 이상구 : 서병철 역 - 을분의 아들. 애란의 남편. 미영, 미소의 아버지.
- 허진 : 박을분 역 - 병철의 어머니. 애란의 시어머니. 미영, 미소의 할머니. 평소 애란을 못마땅하게 여기고 있다.
- 박세영 : 서미영 역 - 애란과 병철의 첫째 딸.
- 이서연 : 서미소 역 - 애란과 병철의 둘째 딸.

#### 세 번째 의뢰
- 전중용 : 최정호 역 - 교수. 지연의 남편. 민수의 아버지. 지숙과 내연 관계.
- 김시영 : 김지숙 역 - 미용실 원장. 정호와 내연 관계.
- 오윤홍 : 박지연 역 - 정호의 아내. 민수의 어머니.
- 차성제 : 최민수 역 - 정호와 지연의 아들.

#### 네 번째 의뢰
- 최재섭 : 마춘석 역 - 딘티화의 남편. 영광의 아버지. 전남 해남 거주.
- 흐엉 : 딘티화(Dinh Thi Hoa) 역 - 춘석의 아내. 영광의 어머니. 베트남인.
- 이용녀 : 춘석의 어머니 역
- 김용호 : 젊은 시절 춘석의 아버지 역
- 백승현 : 어린 시절 마춘석 역

#### 다섯 번째 의뢰
- 임지규 : 박현태 역 - 민정의 남편.
- 이윤수 : 조민정 역 - 현태의 아내. 최준의 의뢰인. 조현병 환자.
- 이승철 : 민정의 아버지 역
- 강애심 : 민정의 어머니 역

#### 여섯 번째 의뢰
- 김수형 : 준희 역 - 14살 자퇴한 중학생. 닉네임 '어차피막살', 이서진 방송의 악플러.
- 이주실 : 양복순 역 - 준희의 할머니. '옥수 수제비'의 원조 격인 '개나리 수제비' 사장. 최준의 의뢰인.
- 황효은 : 준희의 어머니. '옥수 수제비' 사장.
- 안현빈 : 조연철 역 - 준희 어머니의 새 남편 역
- 구도균 : 준희의 아버지 역
- 김도은 : 어린 준희 역

### 특별출연
- 안동구 : 정지훈 역 (1화) - 레스토랑 셰프. 서진의 내연남.
- 장소연 : 지은 역 (3, 5, 6화) - 형근과 별거 중인 아내. 별거 기간에 다른 남자와 동거를 하고 있으며 그 남자의 아이를 임신했다.
- 김원해 : 장존호 역 (8, 11화) - 서진이 일하던 방송국의 국장.
- 김기남 : '참교육 TV' 채널 운영자 역 (8화)
- 박지훈 : '시사OUT TV' 채널 운영자 역 (8화)
- 오창석 : '시사OUT TV' 채널 운영자 역 (8화)
- 럭키 : '분노 TV' 채널 운영자 역 (8화)
- 김해숙 : 라면집 할머니 역 (9화) - 소연의 어머니.

### 단역
※ 1화
- 김시완 : 신성한이 보는 아침 드라마 GBS 〈사랑의 유통기한〉 출연 남배우 역
- 이수정 : 신성한이 보는 아침 드라마 GBS 〈사랑의 유통기한〉 출연 여배우 역
- 이주미 : 박은옥 역 - 신성한의 의뢰인. 김정남의 아내.
- 국중웅 : 박은옥-김정남의 이혼 조정 위원 역
- 이원재 : 김정남의 변호사 역
- 임정민 : 김정남 역 - 박은옥의 남편.
- 최승용 : 이서진과 같이 엘리베이터에 탄 남자 역
- 유정하 : 이서진과 같이 엘리베이터에 탄 남자 역
- 김채윤
- 김채원 : 강희섭의 변호사 역 (1, 2화)
- 유준원 : 이서진-강희섭의 이혼 조정 위원 역
- 진서 : 강현우의 미술 치료사 역

※ 2화
- 송경의 : 이서진-강희섭의 이혼 소송 판사 역
- 고도은 : 이서진이 잠시 입원한 병원의 간호사 역
- 김정남 : 신성한의 동네 이웃 주민 노부부 남편 역
- 한미자 : 신성한의 동네 이웃 주민 노부부 아내 역
- 이상희 : 박애란 건물에 있는 미용실의 손님 역
- 현승진 : 박애란 건물에 있는 미용실의 원장 역 (2, 3화)
- 이길재[1] : 한문선 역 - 첼리스트. 병원에서 음악회 봉사를 하는 연주자.
- 홍석기[2] : 김정오 역 - 바이올리니스트. 병원에서 음악회 봉사를 하는 연주자.

※ 3화
- 민재완 : 이서진에게 19금 콘텐츠 방송을 만들자고 제안하는 방송 PD 역
- 윤지원 : 이서진에게 19금 콘텐츠 방송을 만들자고 제안하는 방송 작가 역
- 이은주
- 박한솔

※ 4화
- 김선희
- 이희헌

※ 5화
- 최서하 : 지연이 다니는 피부관리샵의 직원 역
- 허진 : 신주화-서정국 결혼식 사진작가 역
- 이솔 : 신성한이 보는 TV 홈쇼핑에서 간장게장을 판매하는 쇼호스트 역
- 옥주리 : 지숙이 하는 미용실의 손님 역

※ 6화
- 최선영 : 지숙이 하는 미용실의 손님 역
- 장재권 : 박지연의 변호사 역
- 김상욱 : 최정호-박지연의 이혼 조정 위원 역
- 강민석 : 강 경사 역 - 신주화 뺑소니 사건을 담당한 경찰.

※ 7화
- 유효종 : 신성한이 방문한 양복점의 재단사 역
- 윤지원
- 최보민 : 이서진 라디오 프로그램 작가 역

※ 8화
- 김여진 : 신성한이 출연한 〈모든 이슈〉 라디오 DJ 역
- 안수호 : '광저당 약국' 약사 역
- 정기선 : 백 사장 역 - '영산농약사' 사장.
- 이세인 : 딘티화의 통역사 역 (8, 9화)
- 김성용 (8, 9화)

※ 9화
- 김한상
- 박수영
- 토니
- 서윤
- 박희은 : 조현병 환자 가족 모임 온라인 카페 '마음너울' 카페장 역
- 김선기 : 박현태의 변호사 역
- 김학룡 : 박현태-조민정의 이혼 조정 위원 역
- 김은수
- 고수진 : 조정식이 가입한 온라인 카페 '파랑만찬'의 닉네임 '오렌지스카이' 역
- 김경환 : 이서진을 알아본 취객 역

※ 10화
- 노희중 : 서창진 회장 변호인단 변호사 역
- 경민수 (10, 12화)
- 하영진 : 서창진 회장 변호인단 변호사 역 (10, 12화)
- 서나영 : 서창진 회장 변호인단 변호사 역 (10, 12화)
- 김다솜 (10, 12화)
- 박진영

※ 11화
- 이상혁 : 신주화가 있었던 TQ25 편의점 아르바이트생 역
- 박재영
- 전윤하

※ 11화
- 김도신

## 시청률
최저 시청률과 최고 시청률은 시청률 조사회사와 지역별로 시청률에 차이가 있을 수 있습니다.
| 2023년 | 2023년   | 2023년         | 2023년       | 2023년 |
| 회차   | 방송일   | AGB 시청률     | AGB 시청률   |        |
| 회차   | 방송일   | 대한민국(전국) | 서울(수도권) |        |
| ------ | -------- | -------------- | ------------ | ------ |
| 제1회  | 3월 4일  | 7.272%         | 8.140%       |        |
| 제2회  | 3월 5일  | 7.317%         | 7.948%       |        |
| 제3회  | 3월 11일 | 4.792%         | 5.797%       |        |
| 제4회  | 3월 12일 | 6.531%         | 6.959%       |        |
| 제5회  | 3월 18일 | 5.663%         | 6.712%       |        |
| 제6회  | 3월 19일 | 7.520%         | 8.295%       |        |
| 제7회  | 3월 25일 | 5.668%         | 6.683%       |        |
| 제8회  | 3월 26일 | 6.778%         | 7.560%       |        |
| 제9회  | 4월 1일  | 6.042%         | 6.934%       |        |
| 제10회 | 4월 2일  | 6.929%         | 8.138%       |        |
| 제11회 | 4월 8일  | 5.429%         | 5.779%       |        |
| 제12회 | 4월 9일  | 9.488%         | 10.539%      |        |

## 참고 사항
- 원작 웹툰인 강태경 작가의 《신성한, 이혼》 외전이 드라마 첫 방영일인 2023년 3월 4일부터 카카오 웹툰, 카카오페이지에서 동시 연재된다. 외전은 총 7화 분량이다.[4]

## 같이 보기
- 대한민국의 텔레비전 드라마 목록 (ㅅ)
- 2023년 대한민국의 텔레비전 드라마 목록